# Lisa Lyon
Pour les articles homonymes, voir Lyon (homonymie).
Lisa Lyon, née le 1er juin 1953 et morte le 8 septembre 2023, est une culturiste féminine et une top model américaine. Elle est considérée comme l'une des pionnières du culturisme féminin.

## Biographie

### Jeunesse
Née à  Los Angeles en Californie en 1953, Lisa Lyon étudie les arts à l'université de Californie de Los Angeles. Elle devient une artiste accomplie dans le domaine de l'art japonais du kendo, mais estimant manquer de force physique, elle se met à pratiquer l'haltérophilie. Cette activité la conduit à s'intéresser au culturisme.

### Carrière
Lisa Lyon participe au championnat du Monde pro féminin de culturisme de Los Angeles de la Fédération internationale de bodybuilding en juin 1979. C'est la seule compétition de culturisme de sa carrière. Elle apparaît dans de nombreux magazines et émissions de télévision, pour faire la promotion du culturisme pour les femmes. Elle écrit aussi un livre sur l'entraînement à la prise de poids intitulé Lisa Lyon’s Body Magic  (ISBN 0-553-01296-7), publié en 1981. De 1982 à 1983, elle peut soulever un poids de 225 livres, exercer une pression de 120 livres et arracher 265 livres, soit deux fois et demi son propre poids. Elle est inscrite dans l'IFBB Hall of Fame en 2000 comme étant « une activiste en relation avec les médias qui milite pour le sport » et « pour avoir élevé le culturisme au niveau d'art ».

#### Mannequinat
Souvent considérée comme la première bodybuildeuse à apparaître dans Playboy en octobre 1980 Lisa Lyon est en fait précédée par Kellie Everts dans l'édition de mai 1977. Lisa Lyon pose comme modèle pour le photographe Helmut Newton. Elle est l'un des quatre modèles, la brune aux cheveux courts et frisés, de la série des Big Nudes - They are coming dont un ouvrage est tiré et publié en France en 1981. Une de ces photographies fait la couverture du numéro 408 du magazine Photo paru en avril 2004 et dédié au photographe peu après sa mort, en janvier 2004. Robert Mapplethorpe la photographie aussi et les photos sont publiées dans le livre de 1983 Madame: Lisa Lyon. Elle pose aussi pour Marcus Leatherdale (en), qui publie deux photos d'elle dans son premier catalogue de la Galerie d'Art Molotov.

#### Cinéma
Lisa Lyon a eu également une courte carrière d'actrice :
- Mathilde dans Les Trois Couronnes du matelot (Three Crowns of the Sailor) de 1983 ;
- Pilar Jones dans le film sur le culturisme Getting Physical de 1984 ;
- Cimmaron dans Vamp, film à petit budget de 1986 avec dans le rôle principal Grace Jones.

### Caractéristiques
Ses mensurations publiées en octobre 1980 étaient :
- Poitrine 37A, taille 24", hanches 35", taille 5' 4", poids 120 lbs, couleur des cheveux : brune.

### Vie privée
Lisa Lyon a été l'épouse du chanteur français Bernard Lavilliers de 1982 à 1983,.